# Martin Sieghart
Martin Sieghart (* 12. März 1951 in Wien) ist ein österreichischer Dirigent und Pädagoge.

## Leben
Sieghart studierte in Wien Klavier, Orgel und Violoncello und wurde 1975 Solocellist der Wiener Symphoniker. Er gründete einen Chor und ein Kammerorchester, die er selbst leitete und mit denen er insbesondere die großen Oratorienwerke von Johann Sebastian Bach in Wien aufführte. Auftritte führten ihn nach München, Rom und Salzburg, ehe er 1986 sein Debüt als Dirigent der Wiener Symphoniker gab und seine Tätigkeit als Orchestermusiker beendete.
Nachdem er kurze Zeit mit dem Noord Nederlands Orkest gearbeitet hatte, wurde er im Jahre 1990 zum Chefdirigenten des Stuttgarter Kammerorchesters bestellt, eine Funktion, die er bis 1995 innehatte. Zusätzlich wurde ihm im Jahre 1992 die Leitung der Linzer Oper und die Stelle als Chefdirigent beim Bruckner Orchester Linz übertragen, die er bekleidete, bis ihm im Sommer 2002 Dennis Russell Davies in dieser Funktion nachfolgte. Zwischen 2003 und 2008 war Sieghart Chefdirigent des „Arnhem Philharmonic Orchestra“, von 2005 bis 2008 auch jener des Kammerorchesters „Spirit of Europe“.  Sieghart ist Gast u. a. beim Philharmonia Orchestra London, NHK-Sinfonieorchester Tokio, Tokyo Symphony Orchestra, Rotterdams Philharmonisch Orkest, Tschaikowsky-Symphonieorchester des Moskauer Rundfunks, bei den Rundfunkorchestern von Stuttgart, Berlin, Hannover, beim Mozarteumorchester Salzburg, u. v. a.  Von 2002 bis 2006 Intendant und künstlerischer Leiter des Opernfestivals „Mozart in Reinsberg“.
Von 2013 bis 2015 leitete er das Festival EntArteOpera in Linz.
Von 2000 bis 2016 war er Universitätsprofessor für Dirigieren an der Kunstuniversität Graz.
Seither gibt er regelmäßig Meisterkurse, u. a. in Italien, der Tschechien und in Deutschland.
Sieghart ist Vorstandsmitglied der Internationalen Gustav Mahlergesellschaft Wien.

## Diskografie (Auswahl)
- Wiener Symphoniker: Kantate Von deutscher Seele op. 28 von Hans Pfitzner, Label Arte Nova
- Stuttgarter Kammerorchester: 47. Sinfonie in G-Dur HOB I:47, 62. Sinfonie in D-Dur HOB I:62 und 75. Sinfonie in D-Dur HOB I:75 von Joseph Haydn
- Bruckner Orchester Linz: 1. Sinfonie in c-Moll (WAB 101, Linzer Fassung), 3. Sinfonie in d-Moll WAB 103 (1889) und 4. Sinfonie in Es-Dur WAB 104 von Anton Bruckner jeweils bei Camerata Tokyo und 5. Sinfonie in B-Dur WAB 105 von Anton Bruckner
- Bruckner Orchester Linz: Sinfonie in h-Moll D 759 und Große Sinfonie in C-Dur D 944 von Franz Schubert, Label Arte Nova
- Bruckner Orchester Linz: 4. Symphonie in C-Dur von Franz Schmidt, Cesky Records
- Bruckner Orchester Linz: Gesamtaufnahme Die Entführung aus dem Serail von Wolfgang Amadeus Mozart, Label Arte Nova
- Wiener Johann Strauß Orchester: Geschichten aus dem Wienerwald von Johann Strauss, Label Arte Nova
- Spirit Of Europe: Messe Nr. 5 in As-Dur D 678 und Messe Nr. 6 in Es-Dur D 950 von Franz Schubert, ORF und Gramola
- The Arnhem Philharmonic Orchestra: Das Lied von der Erde, Symphonien Nr. 5,6 von Gustav Mahler, Octavia Records

## Auszeichnungen
- 2002: Ehrenkreuz für Wissenschaft und Kunst I. Klasse[2]
- 2009: Ehrendirigent des Arnhem Philharmonic Orchestra

## Publikationen
- Übergänge. Ein Musik|erleben in 50 Kapiteln. Wien: Hollitzer, 2021, ISBN 978-3-99012-948-7.